# GMO OMG
GMO OMG är en amerikansk dokumentärfilm från 2013 av och med Jeremy Seifert.

## Handling
Dokumentärfilmaren Jeremy Seifert försöker hitta svar på frågorna "vad är GMO (genetiskt modifierad organism)?" och "hur påverkar det oss?". Det biotekniska jordbruksföretaget Monsanto hamnar i fokus.

## Om filmen
GMO OMG regisserades av Jeremy Seifert, som även producerade filmen.